# Mudanya

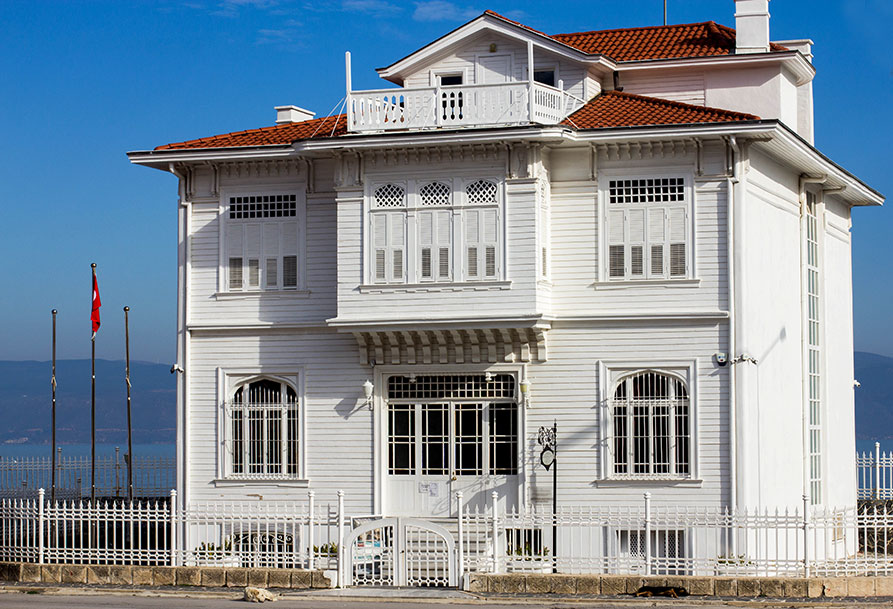
Mudanya Mütareke Evi Müzesi, 2016

Mudanya ist ein Luftkurort am Marmarameer im gleichnamigen Landkreis der türkischen Provinz Bursa und gleichzeitig ein Stadtbezirk der 1986 geschaffenen Büyükşehir belediyesi Bursa (Großstadtgemeinde/Metropolprovinz). Laut Stadtlogo wurde der Ort im Jahr 1919 zur Belediye erhoben.
Der griechische Name des Ortes ist gleichlautend (griechisch Μουδανιά (n. pl.)).
Seit einer Gebietsreform ist der Landkreis flächen- und einwohnermäßig identisch mit der Kreisstadt.
Mudanya ist durch zwei Fährverbindungen mit Istanbul, der größten Stadt der Türkei, verbunden. Die Fahrtzeit beträgt mit dem Hochgeschwindigkeitskatamaran ca. 90 Minuten.

## Geschichte
Im Ersten Weltkrieg erlangte Mudanya historische Bedeutung als letzter Ort der heutigen Türkei, welchen alliierte Besatzungstruppen besetzten. Der berühmteste Sohn und Soldat Mudanyas, Şükrü Çavuş, hatte erheblichen Anteil am Rückzug der Alliierten. Ihm gilt auch das größte Denkmal der Stadt, welches direkt am Hafen erbaut wurde.
1922 wurde in Mudanya der Waffenstillstand von Mudanya besiegelt, der ein Vorläufer des Vertrages von Lausanne war.
Die griechische Bevölkerung wurde nach dem Griechisch-Türkischen Krieg 1922 bis 1923 vertrieben oder ausgetauscht und gründete im heutigen Griechenland die Stadt Nea Moudania an der Westküste der Halbinsel Chalkidiki.